# Canon AE-1

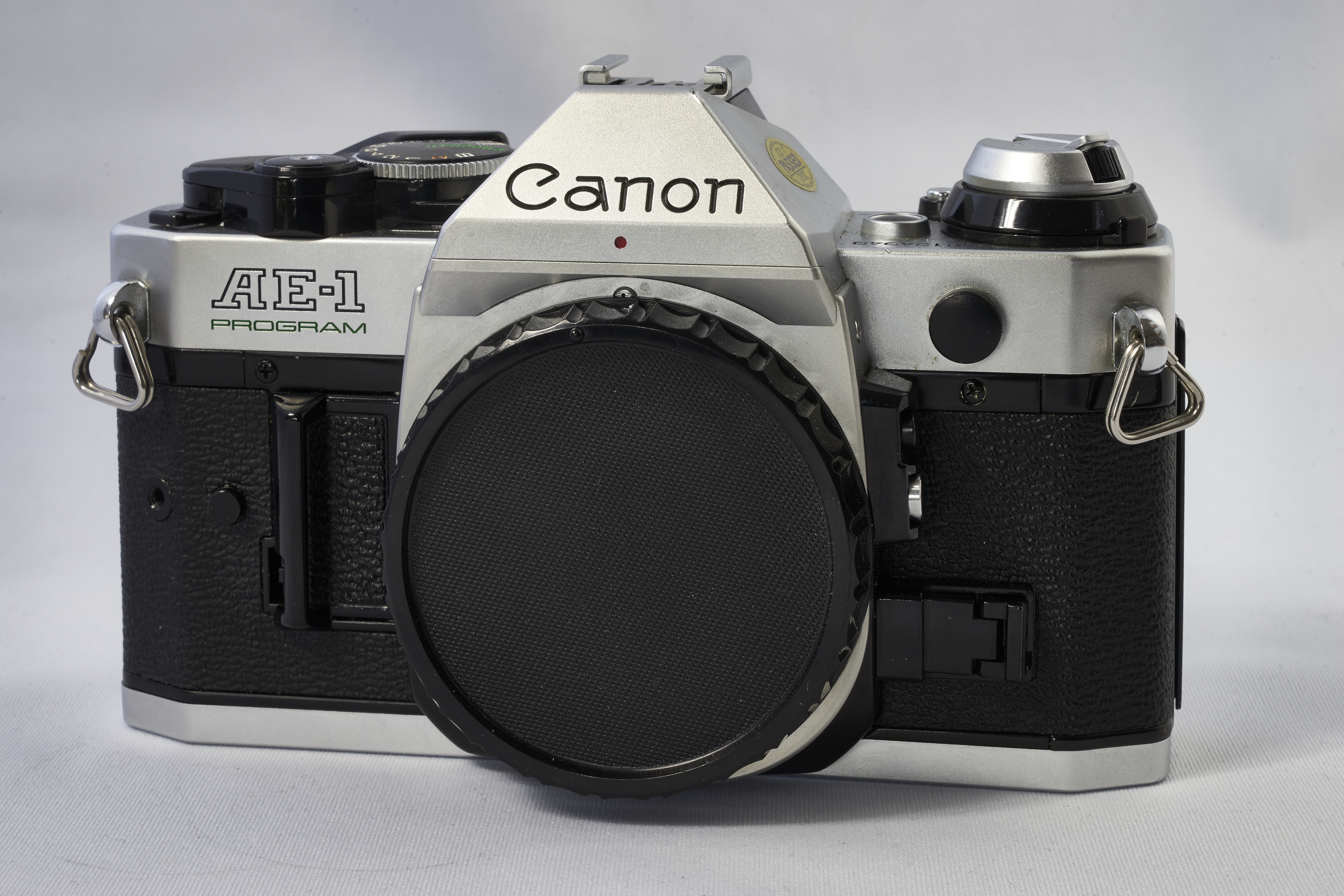
Canon AE-1 con cuerpo en negro y lente de 50mm f/1.8.

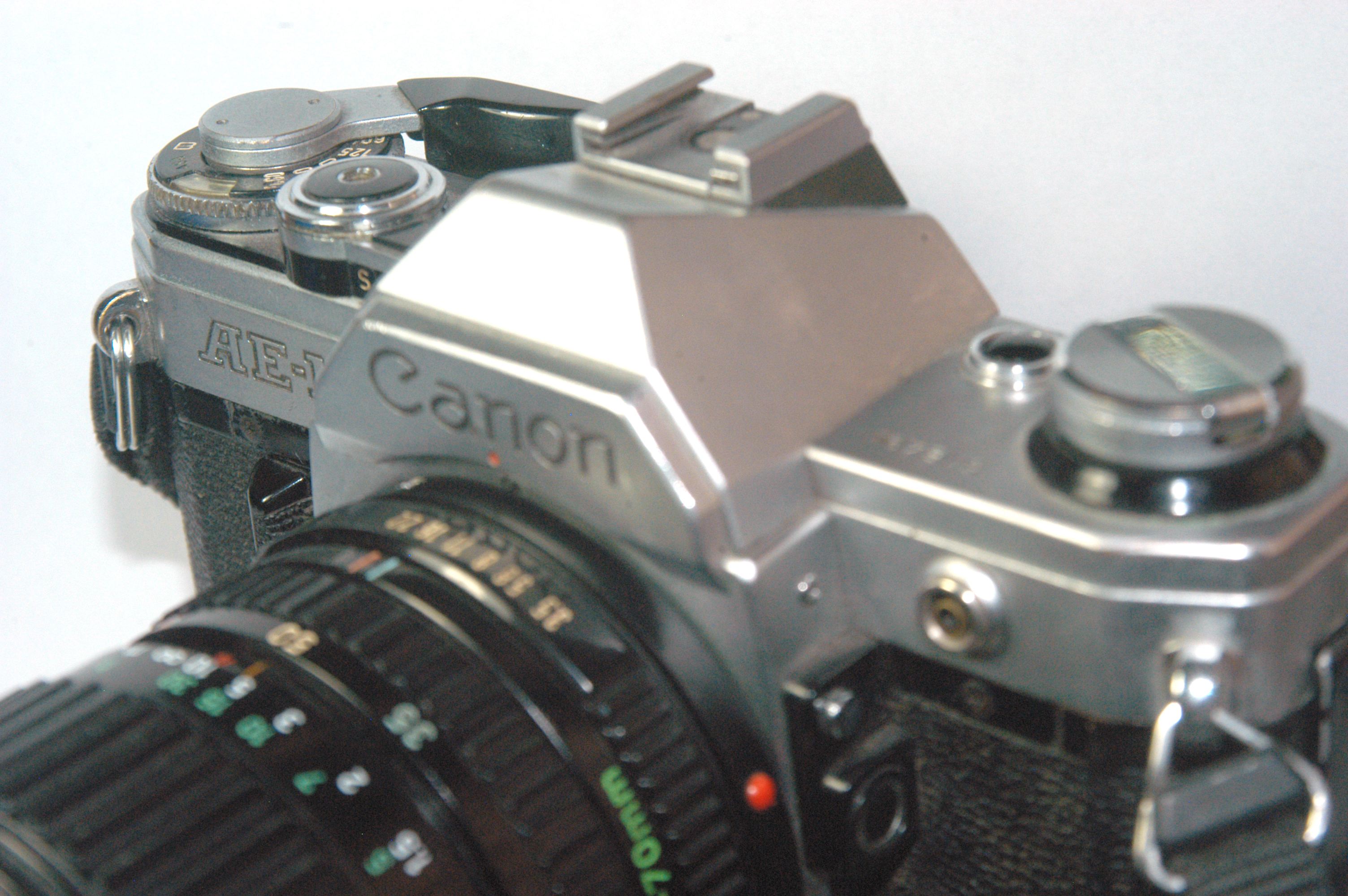
Canon AE-1.

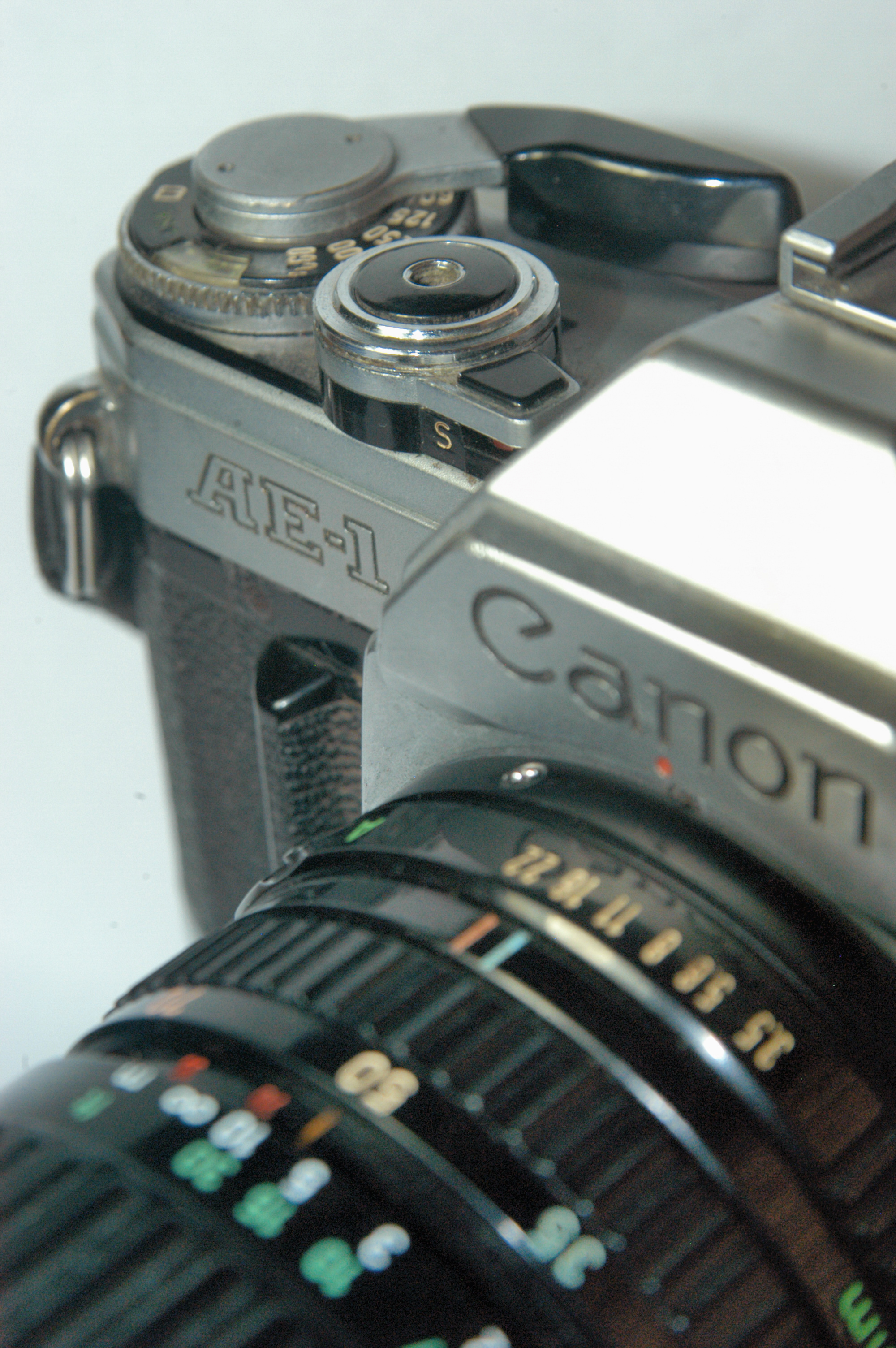
Canon AE-1 con lente 35-70mm.

La Canon AE-1 es una cámara réflex para aficionados avanzados que emplea película de 35 mm. La fabricó Canon en Japón desde abril de 1976 hasta 1984. Posee control electrónico de disparador, un obturador de plano focal electromecánico con un rango de tiempos de exposición de 2 s a 1/1000 s, además de exposición continuada ("pose" o Bulb) y sincronización con flash electrónico con una velocidad de sincronización máxima de 1/60 s.
La cámara mide 87 mm de altura, 141 mm de ancho y 48 mm de profundidad y pesa 590 g. La mayoría se fabricó en color negro y metálico y algunas completamente negras. El lente provisto de serie era de 50 mm 1:1.8
La AE-1 fue una importante cámara en su tiempo y fue la primera generación en incorporar tecnología de microprocesadores. Es muy importante por su gran éxito en ventas: se vendieron cinco millones de AE-1s en todo el mundo gracias a su gran durabilidad y resistencia.
- Datos: Q55674
- Multimedia: Canon AE-1 / Q55674